# Aoshachia
Aoshachia is een geslacht van vlinders van de familie spanners (Geometridae), uit de onderfamilie Ennominae.

## Soorten
- A. amabilis Yazaki, 1988
- A. rufistriga Kiriakoff, 1963
- A. virescens Marumo, 1920